# بورکهارت دریست
بورکهارت دریست (انگلیسی: Burkhard Driest; {{۱۹۳۹ – ۲۷ فوریهٔ ۲۰۲۰ (۸۰ سال)) بازیگر اهل کشور آلمان بود.
از فیلم‌ها یا برنامه‌های تلویزیونی که وی در آن نقش داشته‌است می‌توان به اشتروشک، Querelle، صلیب آهنین و دهه پنجاه وحشی اشاره کرد.